# Campolongo (Santo Stefano di Cadore)
Campolongo (Cianplongo in ladino) è una frazione del comune di Santo Stefano di Cadore, in provincia di Belluno.
Posto alla confluenza tra il fiume Piave e il torrente Frison, si sviluppa lungo i due assi viari principali che lo attraversano, la strada statale per Sappada e la vecchia strada militare che, risalendo la Val Frison, lasciandosi a destra il gruppo montuoso delle Tre Terze, raggiunge il Passo della Merendera, e di lì l'altopiano di Casera Razzo.
Il paese, nato da insediamenti estivi di pastori, poi stanziatisi regolarmente attorno al XXI secolo, come in altre zone della Val Comelico, è circondato da prati e boschi, gestiti dalla Regola, antica istituzione di gestione delle terre comuni. Come il resto della Val Comelico, il paese vive oggi la difficile fase di conversione della propria economia, data la crisi della manifattura di occhiali ed astucci per occhiali.